# Wyborcza Akcja Katolicka
Wyborcza Akcja Katolicka – komitet wyborczy startujący w wyborach do parlamentu w 1991.
WAK, którą tworzyło Zjednoczenie Chrześcijańsko-Narodowe oraz Akcja Poselska uzyskała 980 304 (8,74%) głosy poparcia, co dało jej 49 mandatów w Sejmie oraz 9 w Senacie. Parlamentarzyści wybrani z ramienia WAK utworzyli klub parlamentarny ZChN oraz AP.  
Startujący z listy Wyborczej Akcji Katolickiej przewodniczący ZChN Wiesław Chrzanowski pełnił w I kadencji Sejmu Rzeczypospolitej Polskiej funkcję Marszałka Sejmu. Posłowie WAK wchodzili w tym czasie w skład koalicji rządowych, współtworząc gabinety Jana Olszewskiego (1991-1992) i Hanny Suchockiej (1992-1993).